# Покрет Басмачија
Покрет Басмачија или Побуна Басмачија (рус. Басмачество) био је устанак против руске царске и совјетске владавине, којег су покренули муслимански, углавном туркијски народи средње Азије од 1916. до 1934. године. Завршио је совјетском победом.
Корени покрета леже у насиљу из 1916. године, које је избило над муслиманима од стране Руске Империје током Првог светског рата. У месецима након октобра 1917. и Октобарске револуције, обновило се насиље из којег се развио велики устанак са центром у Ферганској долини и ускоро проширио преко целог советског Туркестана. Герилски и конвенционални рат трајали су годинама у различитим регијама, а насиље је било и анти-совјетско и анти-руско. Совјете је предводио Михаил Фрунзе, а муслимане Енвер-паша. Погинуло је око 500 Совјета и непознат број муслимана.
Совјетски Савез допустио је практиковање ислама средином 1920-их ради лакшег придобијања локалног становништва. Црвена армија предузимала је војне операције те је побуна Басмачија слабила. Иако се отпор поновно разбуктао као одговор на колективизацију и совјетизацију Централне Азије убрзо је престао.